# Sankt Peter (Zwitserland)

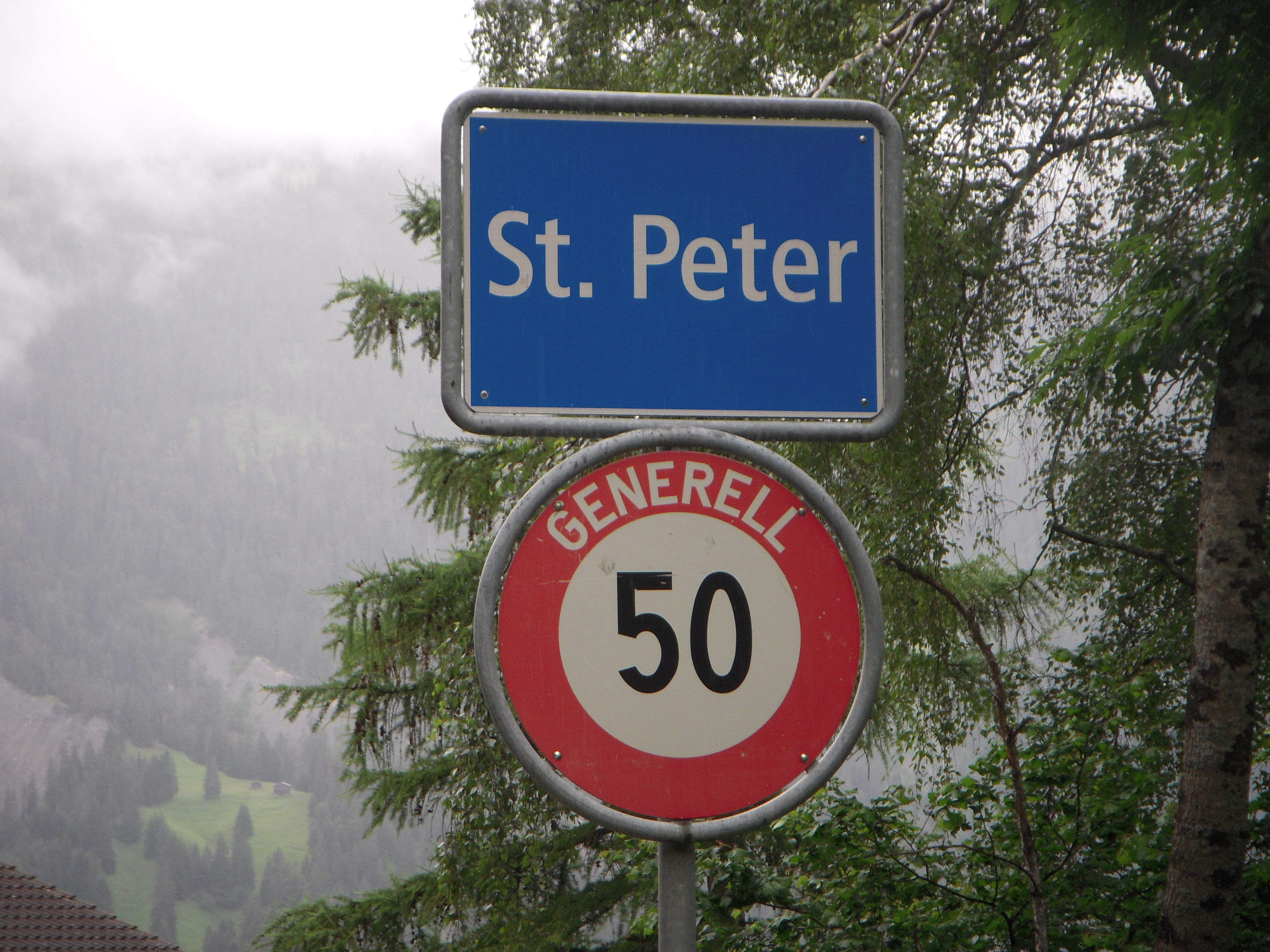

Sankt Peter  (Reto-Romaans: Son Peder) is een plaats en voormalige gemeente in het Zwitserse kanton Graubünden, en maakt deel uit van het district Plessur.
St. Peter telt 163 inwoners.

## Geschiedenis
Op 1 januari 2008 fuseerde Sankt Peter met Pagig tot de gemeente St. Peter-Pagig die op 1 januari 2013 opging in de gemeente Arosa.